# Брестские зубры
БСК «Брестские зубры» — бейсбольно-софтбольный клуб из Бреста, Белоруссия. Многократный чемпион Белоруссии и обладатель кубка Белоруссии в сезоне 2019, выступает в чемпионате Белоруссии по бейсболу.

## История
В ноябре 1997 года создана бейсбольная команда, в состав которой вошли учащиеся 8—10 классов средних школ, гимназий Бреста.
14 мая 1999 года — Брестским облисполкомом зарегистрировано Молодёжное общественное объединение «Бейсбольно-софтбольный клуб „Брестские зубры“».
Инициатор создания клуба и команд на территории Бреста и Брестской области, строительства первого в истории Белоруссии бейсбольного стадиона, создатель первых в истории РБ детских бейсбольных команд — мастер спорта РБ по бейсболу, директор бейсбольно-софтбольного клуба «Брестские зубры», главный тренер бейсбольной команды «Брестские зубры», ставшей неоднократным чемпионом и обладателем Кубка РБ по бейсболу — Лукашевич Игорь Бернардович. С 2004 по 2006 годы главный тренер сборной команды Республики Беларусь по бейсболу. С 2005 по 2006 годы — заместитель председателя ОО «Белорусская федерация бейсбола и софтбола». С 2013 года по настоящее время заместитель председателя ОО «Белорусская бейсбольная ассоциация».

## Достижения
Национальные
- Чемпион Республики Беларусь по бейсболу (12х ): 2000, 2002, 2003, 2004, 2005, 2007, 2008, 2009, 2010, 2012, 2013, 2014;
- Обладатель кубка Белоруссии по бейсболу (10х ): 2001, 2003, 2004, 2005, 2006, 2007, 2009, 2011, 2013, 2014.

Международные
Квалификационный кубок Европы:
- Обладатель (1х ): 2014;
- Серебряный призёр (1х ): 2008;
- Бронзовый призёр (2х ): 2007, 2011.

Кубок Колодицкого:
- Обладатель (1х ): 2010;
- Серебряный призёр (2х ): 2005, 2008;
- Бронзовый призёр (1х ): 2006.